# Skog och Ungdom
Skog och Ungdom är en ideell, partipolitiskt och religiöst obunden svensk ungdomsorganisation med verksamhet som rör skog och skogsfrågor. 
Organisationens verksamhet är ordnad i klubbar och avdelningar i olika delar av landet. Genom lokal föreningsverksamhet och aktiviteter som ger upplevelser, äventyr och kunskap vill organisationen främja barn och ungdomars intresse för skogen.
Skog och Ungdom blev ett eget förbund 1960. Organisationen är kommen ur Jordbrukare-Ungdomens Förbund (JUF). Skog och ungdom är med i Studiefrämjandet.